# إيرفينغ فيشر
إيرفينغ فيشر (بالإنجليزية: Irving Fisher)‏ (27 فبراير، 1867 -29 أبريل، 1947) هو خبير اقتصادي أميركي وخبير إحصائي ومبتكر وناشط اجتماعي تقدمي. كان من أوائل الخبراء الاقتصاديين الأميركيين الكلاسيكيين الجدد، على الرغم من تبني أعماله عن انكماش الدين من قبل المدرسة بعد الكينيزية في وقت لاحق. وصفه جوزيف شامبيتر بأنه «أعظم خبير اقتصادي أنتجته أميركا على الإطلاق» وتم التأكيد على هذا التقييم لاحقًا من قبل جيمس توبين وميلتون فريدمان.
قام فيشر بمساهمات هامة في نظرية المنفعة ونظرية التوازن العام. كان رائدًا في الدراسة الدقيقة للاختيار بين الأزمنة في الأسواق، مما دفعه إلى تطوير نظرية رأس المال وأسعار الفائدة. دشن بحثه في النظرية الكمية للمال مدرسة فكر الاقتصاديات الكبرى المعروفة بالمدرسة النقدية. كان فيشر رائدًا أيضًا في الاقتصاد القياسي، بما يشمل تطوير الأرقام القياسية. سميت بعض المفاهيم تيمنًا به، مثل معادلة فيشر، تأثير فيشر الدولي، مبرهنة الانفصال لفيشر، وسوق فيشر.
ربما كان فيشر أول خبير اقتصادي مشهور، إلا أن سمعته خلال فترة حياته قد تضررت بشكل يتعذر إصلاحه وذلك بسبب تصريحاته العامة قبيل انهيار بورصة وول ستريت عام 1929، بادعائه أن سوق البورصة وصل إلى «هضبة عليا بشكل دائم». تم تجاهل نظريته اللاحقة عن انكماش الدين كمثال عن الكساد الكبير وتأييده للخدمات المصرفية الاحتياطية الكاملة والعملات البديلة، وجاء هذا التجاهل الكبير لمصلحة جون مينارد كينير. تعافت سمعة فيشر منذ الاقتصاديات الكلاسيكية الجديدة وخصوصًا بعد إعادة اكتشاف عمله في أواخر خمسينات القرن العشرين، وعلى نطاق أوسع بسبب الاهتمام المتزايد بانكماش الدين بعد الركود الاقتصادي في أواخر العقد الأول من القرن الحالي.
كانت له مساهمات عدة في النظرية الاقتصادية وأصبح لاحقًا أكبر نصير للإصلاح المصرفي الاحتياطي الكامل حتى وفاته. كان واحدًا من كتاب «برنامج الإصلاح النقدي» الذي يحدد المفاهيم العامة لـ 100% من نظام الاحتياط.

## سيرته الذاتية
ولد في سوغرتيس، نيويورك. كان والده معلمًا وكاهن أبرشية، ورباه ليعتقد بأن عليه أن يصبح فردًا فعالًا في المجتمع. وعلى الرغم من نشأته في عائلة دينيه إلا أنه أصبح ملحدًا في وقت لاحق. كان في طفولته ذو مقدرة رياضية لافتة وله ميل للابتكار. توفي والده في سن الثالثة والخمسين بعد قبوله في كلية يال بأسبوع. تمكن إيرفينغ من إعانة نفسه ووالدته وأخوه من خلال تعليم الدروس الخصوصية. تخرج بالمركز الأول في صفه بدرجة بكالوريوس في الآداب عام 1888، وانتخب عضوًا في مجتمع «سكال آند بونز».
في عام 1891 تلقى فيشر أول دكتوراه في الاقتصاد من يال. كان مستشارو هيئته التدريسية: عالم الفيزياء النظرية ويلارد غيبس وعالم الاجتماع ويليام غراهام سومنر. عندما كان فيشر طالبًا أظهر براعةً وميلًا للرياضيات لكنه وجد في الاقتصاد مدى أكبر لطموحه واهتماماته الاجتماعية. نشرت أطروحته في يال بعنوان «دراسات اقتصادية في نظرية القيمة والأسعار» وكانت تطورًا كبيرًا لنظرية التوازن العام. عندما بدأ فيشر بكتابة أطروحته لم يكن يعلم أن ليون والراس وتلاميذه الأوروبيين القاريين قد غطوا أساسًا مشابهًا. وعلى الرغم من ذلك كان عمل فيشر مساهمة بالغة الأهمية وتم اعتباره مباشرةً، ومُدح بتصنيفه في المركز الأول من الأساتذة الأوروبيين مثلفرانسيس إيدجوورث.
درس في برلين وباريس بعد تخرجه من يال. بقي في يال من عام 1890، بدايةً كمدرس وبعد عام 1898 كان بروفيسورًا في الاقتصاد السياسي وبعد عام 1935 كان أستاذًا فخريًا. حرر «يال ريفيو» من 1896 إلى 1910 وكان نشيطًا في عدة جمعيات علمية ومؤسسات ومنظمات رعاية. كان رئيس الرابطة الاقتصادية الأميركية في عام 1918. اختاره مجتمع الرياضيات الأمريكي كمحاضر غيبس لعام 1929. كان من أوائل الأنصار البارزين للاقتصاديات القياسية، وفي عام 1930 أسس بالتعاون مع راغنار فريش وتشارلز إف روس جمعية الاقتصاد القياسي، وكان أول من يترأسها.
كان فيشر كاتب غزير الإنتاج وأنتج صحافة وكتب ومقالات تقنية، معالجًا عدة قضايا اجتماعية محيطة بالحرب العالمية الاولى وحالة الازدهار في عشرينات القرن العشرين وحالة الكساد في ثلاثينات نفس القرن. كانت له عدة ابتكارات عملية، وأبرزها «نظام التعبئة مرئي القياس» الذي سجل براءة اختراعه في عام 1913، وباعه لكارديكس راند (سميت لاحقًا بريمينغتون راند) في عام 1925. جعله هذا الابتكار مع غيره من الابتكارات الأخرى رجلًا ثريًا حتى تدهورت أوضاعه المالية الشخصية مع كساد عام 1929.
كان فيشر أيضًا ناشطًا اجتماعيًا وصحيًا بالإضافة لكونه مدافعًا عن النباتية ومنع وحظر الكحول وتحسين النسل. تزوج مارغاريت هازاد في عام 1893 التي كانت حفيدة المصلح الاجتماعي وصناعي رود آيلند، رولاند جي هازارد. توفي في مدينة نيويورك عام 1947 بعمر يناهز الثمانين.

## النظريات الاقتصادية

### نظرية المنفعة
قال جيمس توبين بأن الاكتشافات الفكرية هي التي ميزت الثورة الكلاسيكية الجديدة في علم الاقتصاد التي حصلت في أوروبا حوالي عام 1870. شهد العقدان التاليان مناقشات حيوية مما جعل النظرية الجديدة أكثر أو أقل إدماجًا في التقليد الكلاسيكي الذي سبقها. ووفقًا لجوزيف أي شامبيتر، ظهر في تسعينات القرن التاسع عشر:
اتساع كبير في الأرض المشتركة...وشعور بالراحة، خلق كلاهما للمراقب السطحي شعورًا بالنهائية، نهائية المعبد اليوناني الذي يبسط خطوطه المثالية قبالة سماء صافية بلا غيوم. ويقول توبن بأن المعبد لم يكن كاملًا بأي شكل من الأشكال. استمر بناؤه وتزيينه حتى يومنا هذا، وحتى بينما كانت الحشود تعبد في داخله. لم يكن الاقتصاديون الأميركيون حاضرين عند نشوئه. ولحد معقول، شيدوا بناءهم بشكل مستقل وأنجزوا تصاميم معمارية جديدة أثناء العملية. لقد اشتركوا بنشاط في التجميعات والخلافات الدولية لفترة 1870-1914. وعلى الأقل كان هناك أميركيين كبناة بارزين للمعبد، وهم جون بيتس كلارك وإيرفينغ فيشر. جلبوا مع غيرهم من الأشخاص النظرية الكلاسيكية الجديدة إلى الصفوف والكتب والصحف الأميركية، وقدموا أدواتها التحليلية للباحثين والممارسين. وفي النهاية، بكل الأحوال، سيطر نموذجهم على علم الاقتصاد في هذا البلد.
باستعراض تاريخ نظرية المنفعة، كتب الخبير الاقتصادي جورج ستيغلر بأن أطروحة الدكتوراه لفيشر كانت رائعة وشدد على أنها احتوت «أول دراسة دقيقة لإمكانية قياس وظيفة المنفعة وعلاقتها بنظرية الطلب». أظهرت أعمال فيشر درجة غير مألوفة من التعقيد الرياضي بالنسبة لخبير اقتصادي في زمنه إلا أنه سعى دومًا لبعث الحياة في تحليله، ولتقديم نظرياته بأوضح صورة ممكنة. فمثلًا لإتمام حججه في أطروحة الدكتوراه قام ببناء آلة هيدروليكية متقنة مع مضخات ومقابض ليوضح بشكل مرئي كيفية تغير موازنة الأسعار ضمن الأسواق كاستجابة للتغيرات في العرض والطلب.

### الفائدة ورأس المال
يُذكر فيشر اليوم في الاقتصاديات الكلاسيكية الجديدة لنظريته عن رأس المال والاستثمار ومعدلات الفائدة، التي شُرحَت للمرة الأولى في «طبيعة رأس المال والدخل» عام 1906 وكانت بشرح وافر ضمن «معدل الضريبة» عام 1907. لخص بحثه عام 1930 بعنوان «نظرية الفائدة» أبحاث حياته في مجال رأس المال وحساب ميزانية رأس المال والأسواق الائتمانية والعوامل التي تحدد معدلات الفائدة (بما فيها التضخم). رأى فيشر أن القيمة الاقتصادية الذاتية ليست مجرد وظيفة كمية البضائع والخدمات المملوكة أو التي يتم تبادلها وإنما هي أيضًا وقت شرائها بالمال.
تختلف قيمة البضاعة المتوفرة الآن عن نفس هذه البضاعة في تاريخ آخر، فللقيمة بعد كمي وزمني. يقاس السعر النسبي للبضائع المتوفرة في المستقبل من حيث البضائع المضحى بها الآن من خلال معدلات الفائدة. ترك فيشر حرية الاستخدام للمخططات المعيارية لكي يتم تعليمها خلال مرحلة دراسة الاقتصاد في الجامعة، لكن سمى المحاور «الاستهلاك الآن» و«الاستهلاك في الفترة القادمة» (عوضًا عن البدائل التخطيطية «التفاح والبرتقال»). كانت النظرية الناتجة ذات رؤية وقوة معتبرتين وقُدّمت بشكل مفصل في «نظرية الفائدة».
عُمم هذا النموذج لاحقًا على حالة  ك بضائع و ن مدة زمنية (بما يشمل حالة عدة فترات لا نهائية) وأصبح نظرية معيارية لرأس المال والفائدة، ويوصف في غرافيل وريز وأليبرانتس براون وبوركينشو. يُشرح هذا التطور النظري في هيرشليفر.

## وصلات خارجية
- إيرفينغ فيشر على موقع الموسوعة البريطانية (الإنجليزية)
- إيرفينغ فيشر على موقع إن إن دي بي (الإنجليزية)

- مؤلفات إيرفينغ فيشر في مشروع غوتنبرغ
- أعمال أو نبذة عن إيرفينغ فيشر على أرشيف الإنترنت